# 西久保豊成
西久保 豊成（にしくぼ とよなり、明治33年〈1900年〉7月8日 - 昭和2年〈1927年〉12月4日）は、日本の陸軍軍人、内務官僚。陸軍歩兵少尉となるが病の為依願退職し内務省に勤める。官位は陸軍歩兵少尉従七位。

## 来歴・人物
父は樺太攻略戦において戦死した歩兵第50連隊第1大隊長の西久保豊一郎陸軍少佐で、豊成が6歳の時に父と死別する。母は佐賀県士族石井忠男の長女秀。明治33年7月に生まれ、明治35年3月には妹の千代子（後に島内源一郎の子、島内砲兵太尉に嫁ぐ）が生まれる。
佐賀市勧興小学校（現・佐賀市立勧興小学校）、佐賀県立佐賀中学校（現・佐賀県立佐賀西高等学校）を夫々首席となり、熊本陸軍地方幼年学校に進む。ここに於いても首席の成績を修め恩賜の銀時計を授かる。陸軍中央幼年学校を経て陸軍士官学校（33期）に進み、大正10年7月27日に卒業する。同年10月26日に陸軍歩兵少尉に任官され、近衛歩兵第3連隊附を命ぜられる。大正14年12月に病の為、軍を依願退職してからは東京帝国大学聴講生として学問を修め、高等文官試験に合格し内務省社会局に務める。昭和2年12月4日、衝心性脚気により逝去。

## 親族
福島県知事・北海道庁長官・警視総監・東京市長を歴任した西久保弘道は伯父。